# Phyllophaga totonis
Phyllophaga totonis är en skalbaggsart som beskrevs av Saylor 1941. Phyllophaga totonis ingår i släktet Phyllophaga och familjen Melolonthidae. Inga underarter finns listade i Catalogue of Life.